# El Cajon
El Cajon város az USA Kalifornia államában, San Diego megyében. Lakosainak száma 106 215 fő (2020. április 1.).

## Népesség
A település népességének változása:
| Lakosok száma | 469  | 99 478 | 106 215 |
|               | 1920 | 2010   | 2020    |